# 검은꼬리마모셋
검은꼬리마모셋 (Mico melanurus)은 남아메리카 중부에 서식하는 신세계원숭이의 일종이다. 브라질의 아마존 분지 남-중부에서 판타나우와 볼리비아 동부를 지나, 파라과이 북단의 그란차코에 걸쳐 분포한다.